# David Doesn't Eat
"David Doesn't Eat" è un singolo del gruppo tedesco hard dance Scooter. È stato pubblicato il 14 ottobre 2011 come terzo singolo dal loro quindicesimo album in studio The Big Mash Up. La canzone campiona "A Walk in the Park" della Nick Straker Band.

## Tracce
1. David Doesn't Eat (Radio edit) – 3:39
2. David Doesn't Eat (Eric Chase Remix) – 5:24

Altre versioni ufficiali
Esiste una versione abbreviata di "David Doesn't Eat" (Eric Chase Remix) – 2:42 pubblicata su una compilation di vari artisti, intitolata Kontor House of House, Volume 13 su supporto fisico o Kontor House Of House - Winter Edition 2012 come download digitale.